# Filipstad

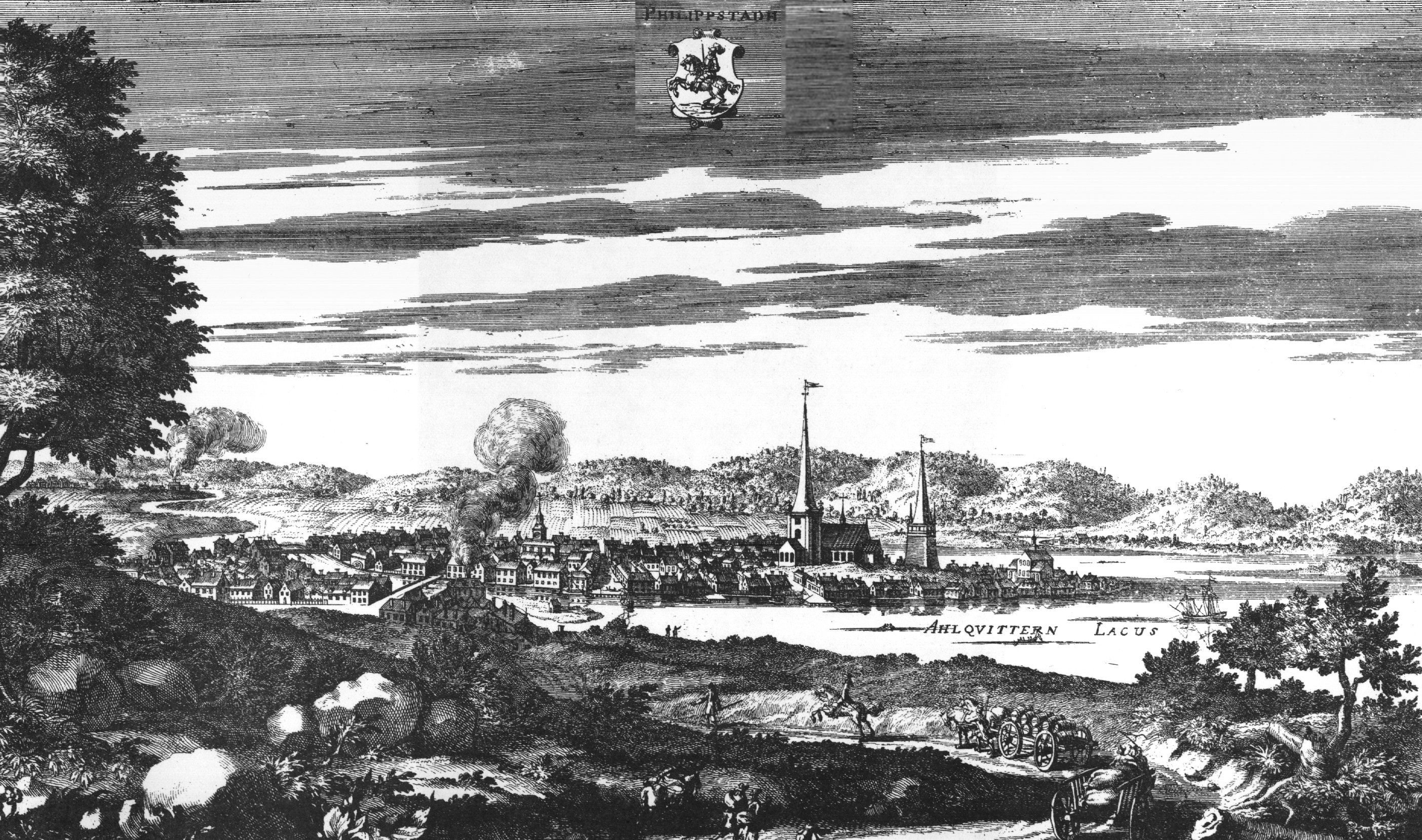
Filipstad (um 1700)

Filipstad ist eine Stadt in der schwedischen Provinz Värmlands län beziehungsweise der historischen Provinz Värmland und ist der Hauptort der gleichnamigen Gemeinde Filipstad.

## Geographie
Filipstad befindet sich in einem langgestreckten Wildnisgebiet östlich des Klarälvtales. Touristisch ist dieses Gebiet weitgehend unberührt. Bekannt ist Filipstad durch seine abenteuerlichen Freizeitangebote, wie Draisinenfahrten, Planwagenfahrten und Kanuunternehmungen. Um Filipstad herum befindet sich eine der mineralreichsten Gegenden der Erde mit vielen alten Gruben wie zum Beispiel die Grubensiedlung Långban. Sie ist Heimat von Bibern und Elchen. Im Süden grenzt Filipstad an eine weite und ebene Acker- und Kulturlandschaft. Nördlich von Filipstad befinden sich zahlreiche Flussläufe, tiefe Wälder und zunehmend höhere Berge.

## Wirtschaft
In Filipstad gibt es hauptsächlich Kleinindustrie. Im Ort befindet sich der Hauptsitz und Produktionsort des weltbekannten Wasa-Knäckebrots.

## Geschichte
Seit dem 15. Jahrhundert wurde in Filipstad Eisenerz gefunden und gefördert. Um diesen Ort herum entstanden schließlich Häuser und Dörfer, Schmieden und Fördergruben. Einige der Gebäude aus der Pionierzeit stehen heute noch. Teilweise erobert aber die Wildnis auch diese wieder zurück. Hier wirkten unter anderem John Ericsson, der Erfinder der Schiffsschraube und Konstrukteur der ersten gepanzerten Schiffe; außerdem der schwedische Heimatdichter Nils Ferlin. 1881 wurde in Filipstad der Komponist Edvin Kallstenius geboren. Überreste ehemals blühender Eisenerzgruben mit alten Kanälen, Schlackenhügeln und stillgelegten Eisenhütten sind noch heute zu sehen.

## Verkehr
Filipstad besitzt einen Bahnhof an der Inlandsbahn.

## Sonstiges
In Filipstad befindet sich der Klockarhöjdenmasten, ein 330 Meter hoher Sendemast für UKW und TV. Er gehört zu den höchsten Bauwerken in Schweden.

## Galerie

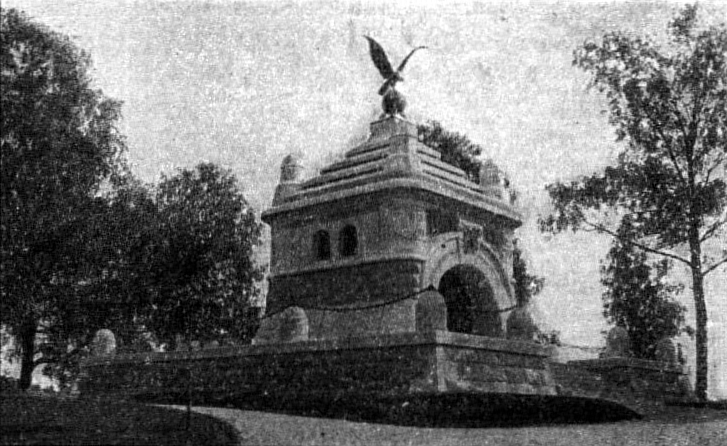
Mausoleum John Ericssons
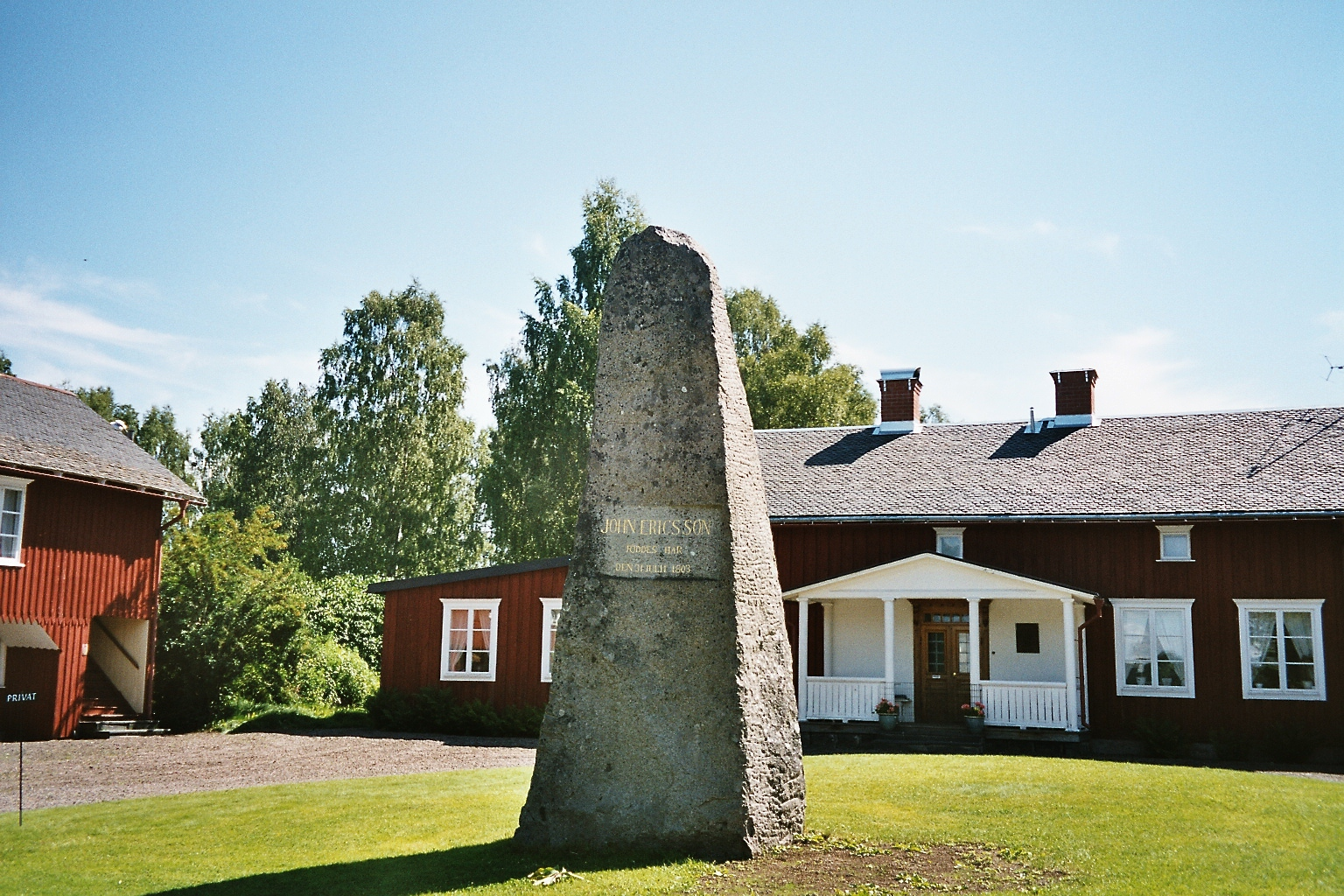
John-Ericsson-Denkmal
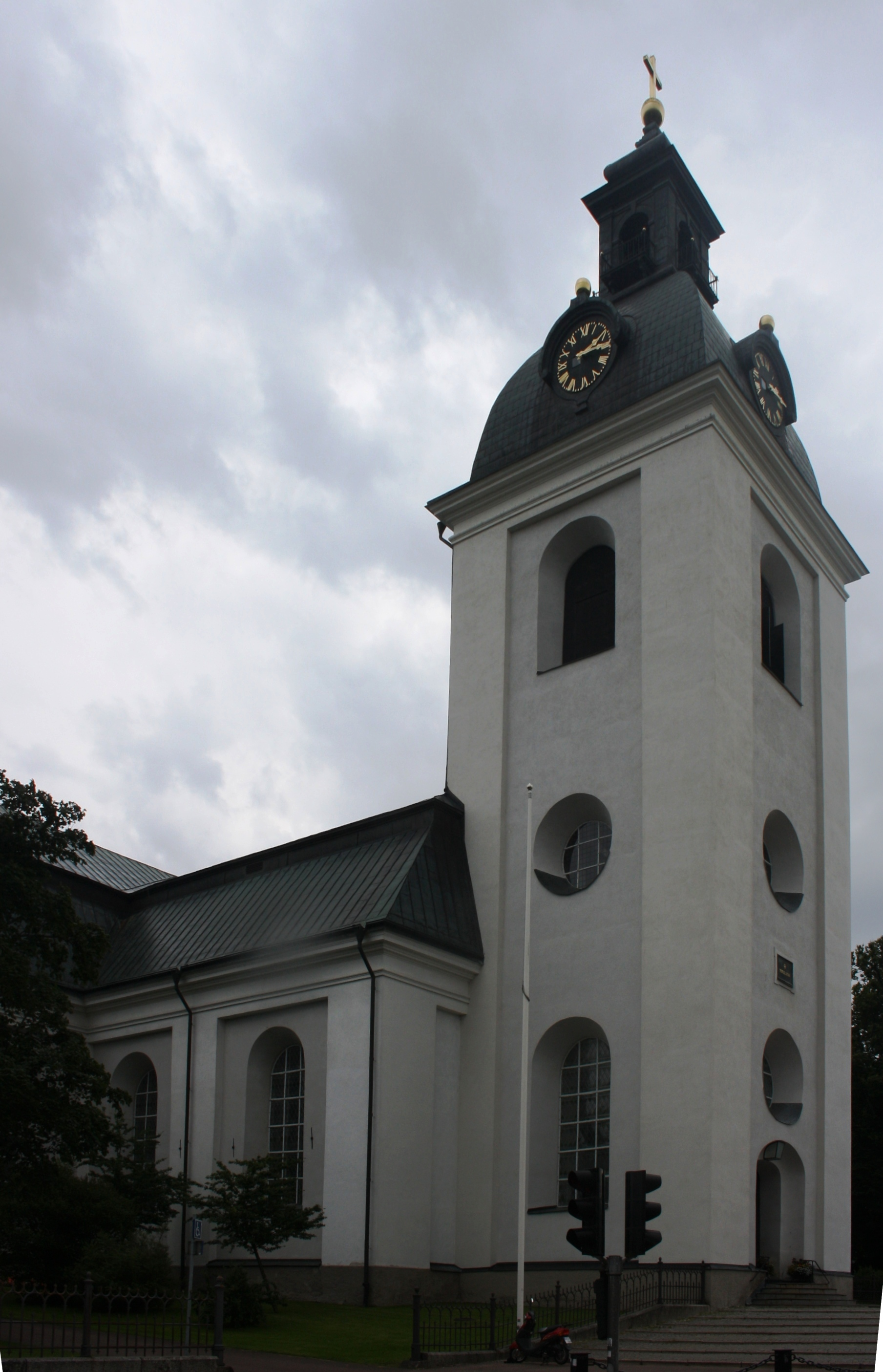
Gemeindekirche
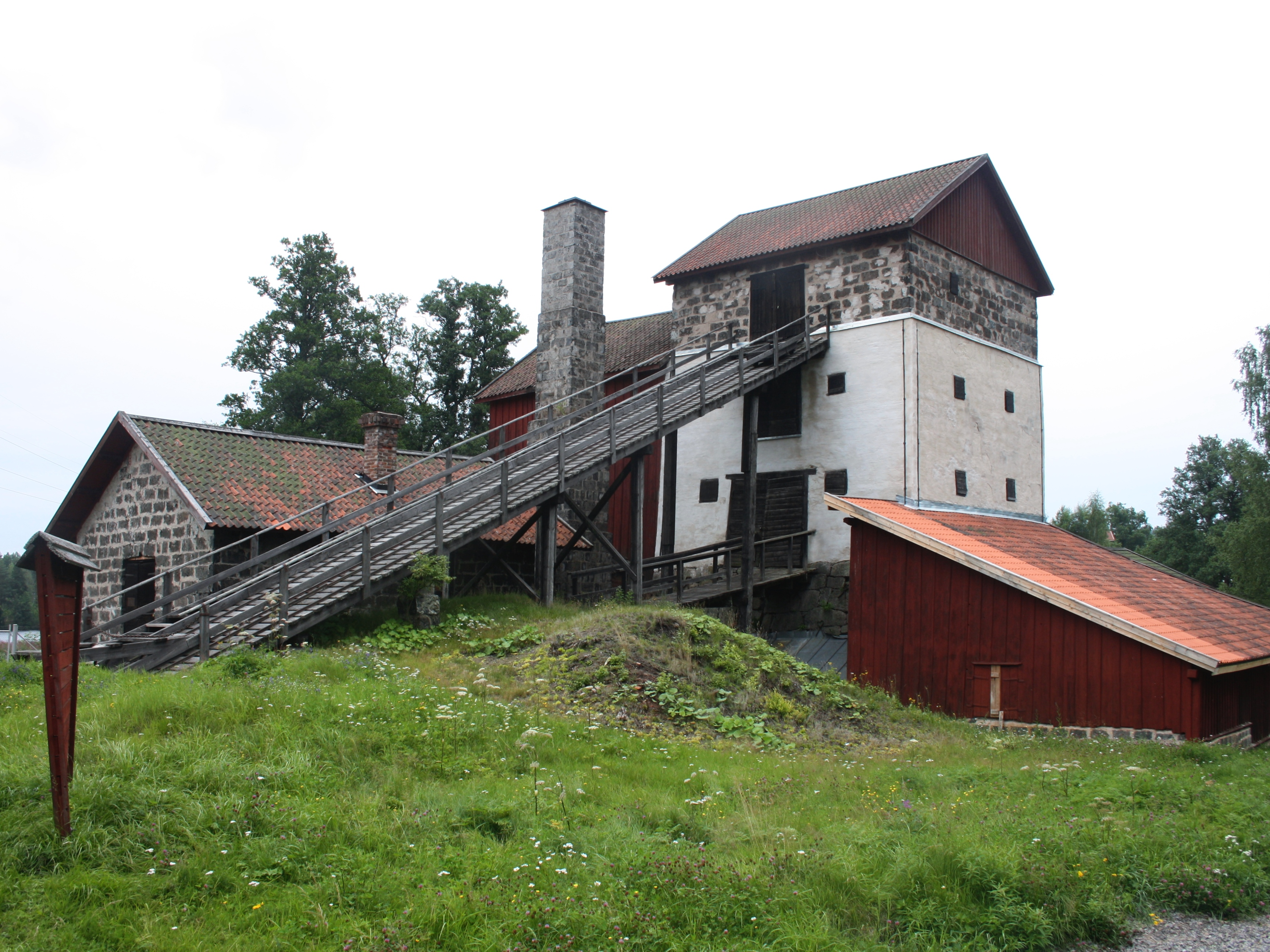
Ehemalige Eisenhütte

## Söhne und Töchter der Stadt
- Johan Niclas Byström (1783–1848), Bildhauer
- Edvin Kallstenius (1881–1967), Komponist
- Carl Folcker (1889–1911), Turner
- Kenneth Jonsson (* 1950), Archäologe und Numismatiker
- Carina Ljungdahl (* 1960), Schwimmerin
- Carl Lundström (1960–2025), Unternehmer
- Magnus Norman (* 1976), Tennisspieler